# Тварини Сумської області, занесені до Червоної книги України
Список тварин Сумської області, занесених до Червоної книги України.

## Статистика
До списку входить 109 видів тварин, з них:
- Кишковопорожнинних — 0;
- Круглих червів — 0;
- Кільчастих червів 2;
- Членистоногих — 55;
- Молюсків — 0;
- Хордових — 52.

Серед них за природоохоронним статусом: 
- Вразливих — 45;
- Рідкісних — 34;
- Недостатньо відомих  — 5;
- Неоцінених — 5;
- Зникаючих — 19;
- Зниклих у природі — 1;
- Зниклих — 0.

## Список видів
| № п/п | Українська назва виду                               | Латинська назва виду           | Природоохоронний статус | Тип             |
| ----- | --------------------------------------------------- | ------------------------------ | ----------------------- | --------------- |
| 1     | Аноплій самарський                                  | Anoplius samariensis           | Рідкісний               | Членистоногі    |
| 2     | Бабка перев'язана                                   | Sympetrum pedemontanum         | Вразливий               | Членистоногі    |
| 3     | Баранець великий (дупель)                           | Gallinago media                | Зникаючий               | Хордові         |
| 4     | Бистрянка російська                                 | Alburnoides rossicus           | Зникаючий               | Хордові         |
| 5     | Бражник дубовий                                     | Marumba quercus                | Рідкісний               | Членистоногі    |
| 6     | Бражник мертва голова                               | Acherontia atropos             | Рідкісний               | Членистоногі    |
| 7     | Бражник прозерпіна                                  | Proserpinus proserpina         | Рідкісний               | Членистоногі    |
| 8     | Бражник скабіозовий                                 | Hemaris tityus                 | Рідкісний               | Членистоногі    |
| 9     | Бранхінекта східна                                  | Branchinecta orientalis        | Зникаючий               | Членистоногі    |
| 10    | Ведмедиця-господиня                                 | Callimorpha dominula           | Вразливий               | Членистоногі    |
| 11    | Ведмідь бурий                                       | Ursus arctos                   | Зникаючий               | Хордові         |
| 12    | Вечірниця мала                                      | Nyctalus leisleri              | Рідкісний               | Хордові         |
| 13    | Вечірниця руда                                      | Nyctalus noctula               | Вразливий               | Хордові         |
| 14    | Видра річкова                                       | Lutra lutra                    | Неоцінений              | Хордові         |
| 15    | Вусач земляний хрестоносець (коренеїд хрестоносець) | Dorcadion equestre             | Вразливий               | Членистоногі    |
| 16    | Вусач мускусний                                     | Aromia moschata                | Вразливий               | Членистоногі    |
| 17    | Вусач-червонокрил Келлера                           | Purpuricenus kaehleri          | Вразливий               | Членистоногі    |
| 18    | Вухань звичайний                                    | Plecotus auritus               | Вразливий               | Хордові         |
| 19    | Гадюка Нікольського, гадюка лісостепова             | Vipera nikolskii               | Рідкісний               | Хордові         |
| 20    | Глушець (глухар)                                    | Tetrao urogallus               | Зникаючий               | Хордові         |
| 21    | Голуб-синяк                                         | Columba oenas                  | Вразливий               | Хордові         |
| 22    | Горностай                                           | Mustela erminea                | Неоцінений              | Хордові         |
| 23    | Гуска мала (гуска білолоба мала)                    | Anser erythropus               | Вразливий               | Хордові         |
| 24    | Джміль вірменський                                  | Bombus armeniacus              | Зникаючий               | Членистоногі    |
| 25    | Джміль моховий                                      | Bombus muscorum                | Рідкісний               | Членистоногі    |
| 26    | Джміль пахучий                                      | Bombus fragrans                | Зникаючий               | Членистоногі    |
| 27    | Джміль червонуватий                                 | Bombus ruderatus               | Рідкісний               | Членистоногі    |
| 28    | Джміль яскравий                                     | Bombus pomorum                 | Вразливий               | Членистоногі    |
| 29    | Дибка степова                                       | Saga pedo                      | Рідкісний               | Членистоногі    |
| 30    | Дозорець-імператор                                  | Anax imperator                 | Вразливий               | Членистоногі    |
| 31    | Ендроміс березовий                                  | Endromis versicolora           | Вразливий               | Членистоногі    |
| 32    | Жовна зелена (дятел зелений)                        | Picus viridis                  | Вразливий               | Хордові         |
| 33    | Жук-олень, рогач звичайний                          | Lucanus cervus                 | Рідкісний               | Членистоногі    |
| 34    | Жук-самітник                                        | Osmoderma barnabita            | Вразливий               | Членистоногі    |
| 35    | Журавель сірий                                      | Grus grus                      | Рідкісний               | Хордові         |
| 36    | Заєць білий                                         | Lepus timidus                  | Рідкісний               | Хордові         |
| 37    | Змієїд                                              | Circaetus gallicus             | Рідкісний               | Хордові         |
| 38    | Зубр                                                | Bison bonasus                  | Зниклий в природі       | Хордові         |
| 39    | Кажан пізній                                        | Eptesicus serotinus            | Вразливий               | Хордові         |
| 40    | Каптурниця срібляста                                | Cucullia argentina             | Рідкісний               | Членистоногі    |
| 41    | Каптурниця срібна                                   | Cucullia argentea              | Рідкісний               | Членистоногі    |
| 42    | Ковалик сплощений                                   | Neopristilophus depressus      | Рідкісний               | Членистоногі    |
| 43    | Коловодник ставковий (поручайник)                   | Tringa stagnatilis             | Зникаючий               | Хордові         |
| 44    | Комарівка італійська                                | Bittacus italicus              | Вразливий               | Членистоногі    |
| 45    | Кошеніль польська                                   | Porphyropha polonica           | Недостатньо відомий     | Членистоногі    |
| 46    | Красотіл пахучий                                    | Calosoma sycophanta            | Вразливий               | Членистоногі    |
| 47    | Красуня діва                                        | Calopteryx virgo               | Вразливий               | Членистоногі    |
| 48    | Ксилокопа звичайна (бджола-тесляр звичайна)         | Xylocopa valga                 | Рідкісний               | Членистоногі    |
| 49    | Ксилокопа фіолетова (бджола-тесляр фіолетова)       | Xylocopa violacea              | Рідкісний               | Членистоногі    |
| 50    | Кулик-сорока                                        | Haematopus ostralegus          | Вразливий               | Хордові         |
| 51    | Кутора мала                                         | Neomys anomalus                | Рідкісний               | Хордові         |
| 52    | Лелека чорний                                       | Ciconia nigra                  | Рідкісний               | Хордові         |
| 53    | Лилик двоколірний                                   | Vespertilio murinus            | Вразливий               | Хордові         |
| 54    | Лунь лучний                                         | Circus pygargus                | Вразливий               | Хордові         |
| 55    | Лунь степовий                                       | Circus macrourus               | Зникаючий               | Хордові         |
| 56    | Люцина                                              | Hamearis lucina                | Вразливий               | Членистоногі    |
| 57    | Махаон                                              | Papilio machaon                | Вразливий               | Членистоногі    |
| 58    | Мегариса рогохвостова                               | Megarhyssa superba             | Рідкісний               | Членистоногі    |
| 59    | Мелітта Ванковича                                   | Melitta wankowiczi             | Зникаючий               | Членистоногі    |
| 60    | Мелітурга булавовуса                                | Melitturga clavicornis         | Вразливий               | Членистоногі    |
| 61    | Мишівка степова                                     | Sicista subtilis               | Зникаючий               | Хордові         |
| 62    | Мідянка звичайна                                    | Coronella austriaca            | Вразливий               | Хордові         |
| 63    | Мнемозина                                           | Parnassius mnemosyne           | Вразливий               | Членистоногі    |
| 64    | Нетопир звичайний                                   | Pipistrellus pipistrellus      | Вразливий               | Хордові         |
| 65    | Нетопир Натузіуса                                   | Pipistrellus nathusii          | Неоцінений              | Хордові         |
| 66    | Нетопир середземноморський                          | Pipistrellus kuhlii            | Вразливий               | Хордові         |
| 67    | Нетопир-карлик                                      | Pipistrellus pygmaeus          | Неоцінений              | Хордові         |
| 68    | Нічниця водяна                                      | Myotis daubentonii             | Вразливий               | Хордові         |
| 69    | Норка європейська                                   | Mustela lutreola               | Зникаючий               | Хордові         |
| 70    | Орябок                                              | Tetrastes bonasia              | Вразливий               | Хордові         |
| 71    | Підорлик великий                                    | Aquila clanga                  | Рідкісний               | Хордові         |
| 72    | Підорлик малий                                      | Aquila pomarina                | Рідкісний               | Хордові         |
| 73    | Плавунець дволінійний                               | Graphoderes bilineatus         | Недостатньо відомий     | Членистоногі    |
| 74    | Плавунець широкий                                   | Dytiscus latissimus            | Недостатньо відомий     | Членистоногі    |
| 75    | Плоскотілка червона                                 | Cucujus cinnabarinus           | Вразливий               | Членистоногі    |
| 76    | Подалірій                                           | Iphiclides podalirius          | Вразливий               | Членистоногі    |
| 77    | Поліксена                                           | Zerynthia polyxena             | Вразливий               | Членистоногі    |
| 78    | Псевдотрохета п'ятикільчаста                        | Fadejewobdella quinqueannulata | Вразливий               | Кільчасті черви |
| 79    | П'явка медична                                      | Hirudo medicinalis             | Вразливий               | Кільчасті черви |
| 80    | Райдужниця велика                                   | Apatura iris                   | Вразливий               | Членистоногі    |
| 81    | Сапсан                                              | Falco peregrinus               | Рідкісний               | Хордові         |
| 82    | Сатурнія велика                                     | Saturnia pyri                  | Вразливий               | Членистоногі    |
| 83    | Сатурнія мала                                       | Eudia pavonia                  | Рідкісний               | Членистоногі    |
| 84    | Сатурнія руда                                       | Aglia tau                      | Вразливий               | Членистоногі    |
| 85    | Сиворакша                                           | Coracias garrulus              | Зникаючий               | Хордові         |
| 86    | Синявець Буадюваля (синявець ероїдес)               | Polyommatus boisduvalii        | Зникаючий               | Членистоногі    |
| 87    | Сич волохатий                                       | Aegolius funereus              | Рідкісний               | Хордові         |
| 88    | Сіобла бальзамінова                                 | Siobla sturmi                  | Рідкісний               | Членистоногі    |
| 89    | Скопа                                               | Pandion haliaetus              | Зникаючий               | Хордові         |
| 90    | Сова болотяна                                       | Asio flammeus                  | Рідкісний               | Хордові         |
| 91    | Сова довгохвоста                                    | Strix uralensis                | Недостатньо відомий     | Хордові         |
| 92    | Совка розкішна                                      | Staurophora celsia             | Рідкісний               | Членистоногі    |
| 93    | Совка сокиркова                                     | Periphanes delphinii           | Вразливий               | Членистоногі    |
| 94    | Сорокопуд сірий                                     | Lanius excubitor               | Рідкісний               | Хордові         |
| 95    | Стафілін волохатий                                  | Emus hirtus                    | Рідкісний               | Членистоногі    |
| 96    | Стерв'ятник                                         | Neophron percnopterus          | Зникаючий               | Хордові         |
| 97    | Стрічкарка блакитна                                 | Catocala fraxini               | Вразливий               | Членистоногі    |
| 98    | Стрічкарка орденська малинова                       | Catocala sponsa                | Рідкісний               | Членистоногі    |
| 99    | Стрічкарка тополева                                 | Limenitis populi               | Вразливий               | Членистоногі    |
| 100   | Строкатка степова                                   | Lagurus lagurus                | Зникаючий               | Хордові         |
| 101   | Тетерук                                             | Lyrurus tetrix                 | Зникаючий               | Хордові         |
| 102   | Турун Ештрайхера                                    | Carabus estreicheri            | Вразливий               | Членистоногі    |
| 103   | Тушканчик великий                                   | Allactaga jaculus              | Рідкісний               | Хордові         |
| 104   | Тхір лісовий                                        | Mustela putorius               | Неоцінений              | Хордові         |
| 105   | Тхір степовий                                       | Mustela eversmanni             | Зникаючий               | Хордові         |
| 106   | Хом'ячок сірий                                      | Cricetulus migratorius         | Недостатньо відомий     | Хордові         |
| 107   | Шовкопряд кульбабовий                               | Lemonia taraxaci               | Вразливий               | Членистоногі    |
| 108   | Шуліка чорний                                       | Milvus migrans                 | Вразливий               | Хордові         |
| 109   | Ялець звичайний                                     | Leuciscus leuciscus            | Вразливий               | Хордові         |